# Ziga
Ziga là một tổng của tỉnh Sanmatenga ở trung bộ Burkina Faso. Thủ phủ của tổng này là thị xã Ziga.

## Các thị xã và các làng
Balinga, Bissiga, Boinkoubouga, Daffolé, Gandin, Guibtenga, Kinkinrgo, Koupénè, Koura, Niongtenga, Ouagoulé, Pissa, Pissiga, Samboaga, Sambtenga, Soubeira-Nakoara, Souberira-Natenga, Tansèga, Tansèga-Bokin, Tengsoba-Kièma-Silmiougou và Tibin.